# George Nicol
George Nicol (Battersea, Wandsworth, Londres, 28 de desembre de 1886 – Brighton, Brighton and Hove, 28 de gener de 1967) va ser un atleta anglès que va competir a començaments del segle xx.
El 1908 va prendre part en els Jocs Olímpics de Londres, on disputà la prova dels 400 metres del programa d'atletisme. Quedà eliminat en semifinals.
Quatre anys més tard, als Jocs d'Estocolm, disputà dues proves del programa d'atletisme. En els 400 metres tornà a quedar eliminat en semifinals, mentre en els 4x400 metres relleus guanyà la medalla de bronze amb l'equip britànic.
El 1913 guanyà el campionat AAA de 440 iardes. Com a membre de l'equip Polytechnic Harriers establí el rècord del món dels 4x400 metres relleus el 1914 amb un temps de 3' 29.8" i guanyà el campionat AAA entre 1912 i 1914.